# Terpentine

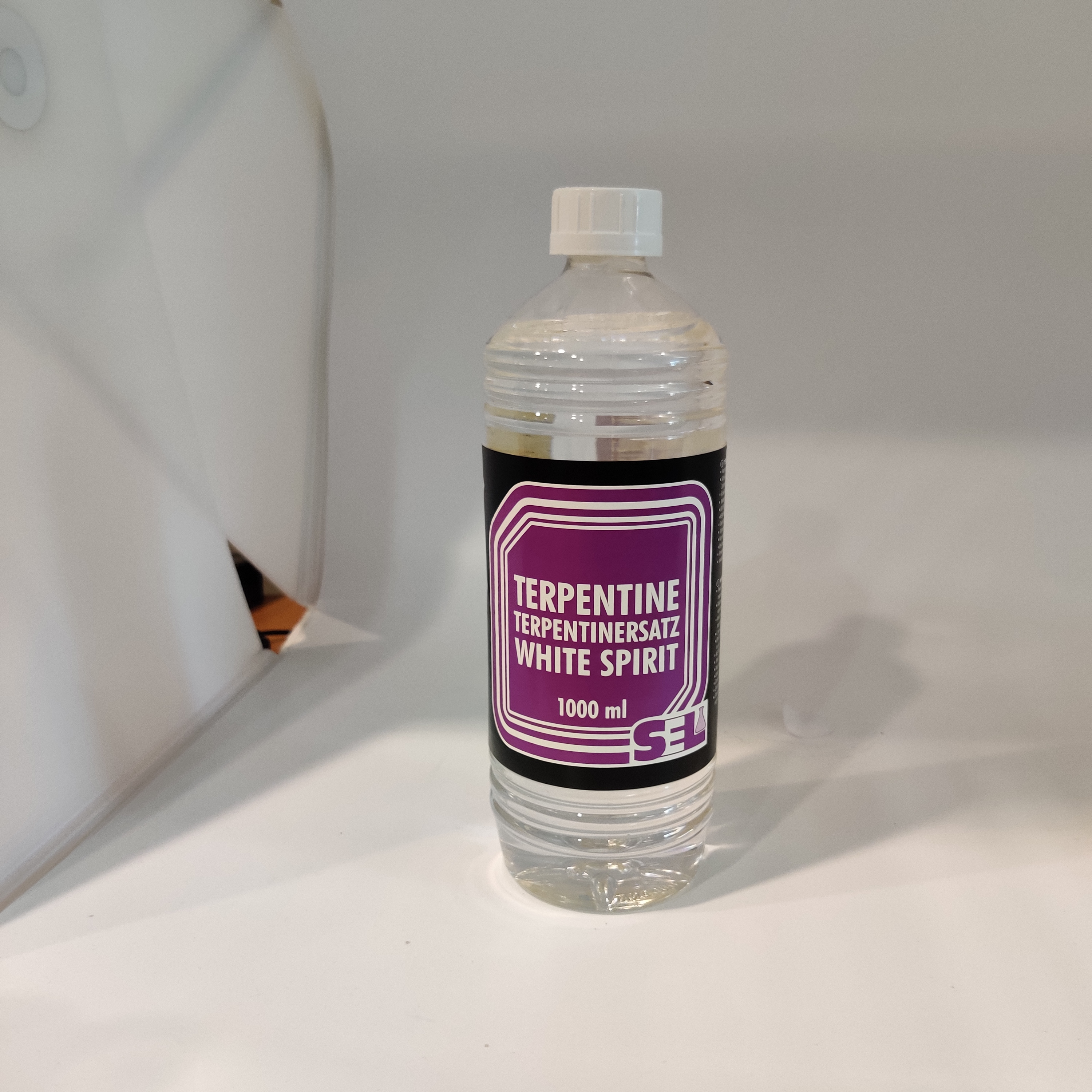
Fles SEL terpentine uit de supermarkt.

Terpentine is een kleurloze, heldere en niet-viskeuze vloeistof met een typische sterke kerosine-achtige geur. Terpentine is een aardoliedestillaat. Terpentine wordt gebruikt als verdunner of oplosmiddel van verf (onder meer voor het verdunnen van industriële verf, het verwijderen van verfresten en het schoonmaken van kwasten), vernis, lak en asfaltproducten; als ontvetter en als oplosmiddel bij extractiebewerkingen.
Merknamen zijn onder andere Varsol, Exxsol, Hydrosol, Shellsol, Solvesso en White Spirit. Na gebruik in huishoudens dient het als klein chemisch afval (Nederland) of klein gevaarlijk afval (België) verwerkt te worden. In Nederland wordt terpentine in de volksmond vaak 'peut' genoemd. In het Engels wordt terpentine white spirit genoemd; deze naam wordt ook algemeen gebruikt in België en Frankrijk. 
De benaming terpentine duidt er al op dat het wordt gebruikt als vervanger van terpentijn, een natuurlijke anti-rottingsstof, gewonnen door distillatie uit wortelhars van naaldbomen. Door verdere distillatie ontstaat een zuiverder mengsel van terpenen; de terpentijn.
Een analoog product met terpentine is Stoddard-solvent, dat omschreven wordt als een kleurloos, geraffineerd petroleumdestillaat dat geen ranzige of onaangename geur heeft en dat kookt in het gebied tussen ongeveer 150 tot 200 °C (ongeveer 300 °F en 400 °F).

## Samenstelling
Terpentine is een mengsel van verzadigde alifatische (ketenvormige) en alicyclische (ringvormige) koolwaterstoffen met 7 tot 12 koolstofatomen en met een maximumgehalte van 25% aan alkyl-aromatische koolwaterstoffen (C7-C12), waaronder xyleen en tolueen. De gemiddelde moleculaire massa is ca. 150. Het is een aardoliedestillaat met een kooktraject tussen ongeveer 140 en 200 °C, waarbij de destillatiefractie van aardolie eventueel nog een nabewerking ondergaat (bijvoorbeeld zwavelverwijdering). Deze fractie wordt aangeduid als solvent-nafta.
Terpentine bestaat voornamelijk uit nafta, met bovendien de volgende stoffen:
- 1,2,4-trimethylbenzeen (ca. 4%)
- xyleen (ca. 1%)
- benzeen (minder dan 0,1%)

## Eigenschappen
- CAS-nummer: 8052-41-3 (Stoddard solvent); 64742-88-7 (solvent-nafta).
- Dichtheid typisch 0,78 g/cm3
- Vlampunt: tussen 31 en 55 °C
- Explosiegrenzen: 1,1 - 6%
- Dampdichtheid (lucht = 1): 4,5 - 5
- Niet oplosbaar in water
- UN-nummer: 1300
- ADR-indeling: ontvlambare vloeistof (gevarenklasse 3; aanduiding: 30)

- Europese indeling (solvent-nafta): Xn (schadelijk)
  - R-zinnen: R65
  - S-zinnen: S2, S23, S24, S62

- Europese indeling (Stoddard-solvent): T; Xn
  - R-zinnen: R45, R65
  - S-zinnen: S53, S45

### Gevaarlijke eigenschappen
Terpentine is ontvlambaar. Het is licht irriterend voor de longen, huid, ogen en bij inslikken. Blootstelling aan hoge concentraties kan leiden tot bewusteloosheid. Langdurige blootstelling kan leiden tot het organisch psychosyndroom. Inademing kan leiden tot chemische pneumonitis (= longinfiltraat; een acute, goedaardige ontsteking van een deel van een longkwab), die echter soms pas na uren of dagen ontstaat. Het vaak inademen van terpentinedampen, bijvoorbeeld door mensen die er mee werken, is schadelijk.
Terpentine is pH-neutraal maar tast als vetoplosser de vetlaag op de huid aan. Mensen met constitutioneel eczeem zijn daar extra gevoelig voor. Een doek met een rest terpentine in de broekzak veroorzaakt dan binnen een half uur een grote rode sterk stekende plek op het been. Langdurig afspoelen met lauwwarm water en insmeren met een crème of zalf zal de reactie doen afnemen.

### Fysische eigenschappen van terpentine
- Het smeltpunt ligt tussen -48 en -26 °C.
- Het kookpunt ligt tussen 150 en 190 °C.
- De dichtheid ligt tussen 0,78 en 0,85 gram/cm3.
- Het vlampunt ligt tussen 38 en 60 °C.
- De damp ontbrandt spontaan tussen 229 en 260 °C.
- Een terpentinedamp-luchtmengsel is explosief bij 0,6 - 6,5 % terpentinedamp.
- De vloeistof mengt niet met water en blijft door de lagere dichtheid drijven.